# 村瀬孝生
村瀬 孝生（むらせ たかお、1964年 - ）は、日本の社会福祉施設「よりあい」代表、著作家。

## 人物
福岡県出身。福祉施設に長年勤務して得た知見を生かした書籍を多数発表している。
代表を務める「宅老所よりあい」より老人介護雑誌「ヨレヨレ」を刊行（編集は鹿子裕文）し、奥村門土の表紙絵や詩人・谷川俊太郎が参加した記事などで大きな話題となる。
2015年に発表された鹿子裕文の著書『へろへろ 雑誌『ヨレヨレ』と「宅老所よりあい」の人々』（ナナロク社）には村瀬をはじめとする「宅老所よりあい」の人々の奮闘が描かれている。

## 著書

### 単著
- 『おしっこの放物線―老いと折り合う居場所づくり』（2001年、雲母書房） ISBN 978-4876721160
- 『ぼけてもいいよ―「第2宅老所よりあい」から』（2006年、西日本新聞社） ISBN 978-4816707001
- 『おばあちゃんが、ぼけた。』（2007年、理論社＜よりみちパン!セ 25)＞） ISBN 978-4652078259
  - 『おばあちゃんが、ぼけた。』（再刊）（2011年、イーストプレス＜よりみちパン!セ)＞）ISBN 978-4-7816-9015-5
  - 『おばあちゃんが、ぼけた。』（再々刊）（2018年、新曜社＜よりみちパン!セ)＞ ISBN 978-4-7885-1566-6
- 『あきらめる勇気：老いと死に沿う介護』（2010年、ブリコラージュ） ISBN 　978-4-88720-625-0
- 『看取りケアの作法：宅老所よりあいの仕事』（2011年、雲母書房） ISBN 978-4876723041
- 『シンクロと自由』医学書院＜シリーズケアをひらく＞、2022年。ISBN 978-4-260-05051-7

### 共著
- 三好春樹ほか『生活の場のターミナルケア』（2007年、ブリコラージュ）現行のISBN 978-4907946029　※2015年の4刷からISBN変更（初版は978-4-88720-541-3）
- 村瀬孝生・東田勉『認知症をつくっているのは誰なのか：「よりあい」に学ぶ認知症を病気にしない暮らし』（2016年、SBクリエイティブ＜SB新書＞） ISBN 978-4797385311
- 伊藤亜紗・村瀬孝生『ぼけと利他』ミシマ社、2022年。ISBN 978-4-909394-75-0